# La Figuera
La Figuera là một đô thị thuộc tỉnh Tarragona trong cộng đồng tự trị Catalonia, phía bắc Tây Ban Nha. Đô thị này có diện tích là 18,7 ki-lô-mét vuông, dân số năm 2009 là 133 người với mật độ người/km². Đô thị này có cự ly km so với Tarragona.